# Kuroslepy
Kuroslepy (en allemand : Koroslep) est une commune du district de Třebíč, dans la région de Vysočina, en République tchèque. Sa population s'élevait à 146 habitants en 2020.

## Géographie
Kuroslepy se trouve à 7 km au sud-est du centre de Náměšť nad Oslavou, à 25 km à l'est-sud-est de Třebíč, à 52 km à l'est-sud-est de Jihlava et à 165 km au sud-est de Prague.
La commune est limitée par Březník à l'ouest et au nord, par Sudice au nord, par Ketkovice à l'est, par Senorady et Mohelno au sud, et par Kladeruby nad Oslavou au sud-ouest.

## Histoire
La première mention écrite de la localité date de 1349.

## Transports
Par la route, Kuroslepy se trouve à 7,7 km de Náměšť nad Oslavou, à 28,5 km de Třebíč, à 61,5 km de Jihlava et à 189 km de Prague.